# Новороманівська сільська рада
Новороманівська сільська рада(Ново-Романівська сільська рада) — колишня адміністративно-територіальна одиниця та орган місцевого самоврядування у Новоград-Волинському районі і Звягельській міській раді Волинської округи, Київської й Житомирської областей Української РСР з адміністративним центром у с. Нова Романівка.

## Населені пункти
Сільській раді були підпорядковані населені пункти:
- с. Нова Романівка
- с. Вершниця
- с. Кущове
- с. Перемога
- с. Слобода-Романівська
- с. Ужачин
- с. Яблуневе

## Населення
Кількість населення ради, станом на 1931 рік, становила 629 осіб.
Відповідно до результатів перепису населення СРСР, кількість населення ради, станом на 12 січня 1989 року, становила 2 415 осіб.
Станом на 5 грудня 2001 року, відповідно до перепису населення України, кількість мешканців сільської ради становила 2 232 осіб.

## Склад ради
Рада складалася з 16 депутатів та голови.

### Керівний склад сільської ради
| ПІБ                       | Основні відомості                                                 | Дата обрання | Дата звільнення |
| ------------------------- | ----------------------------------------------------------------- | ------------ | --------------- |
| Лосовський Юрій Антонович | Сільський голова, 1976 року народження, освіта                    | 26.03.2006   | 31.10.2010      |
| Лосовський Юрій Антонович | Сільський голова, 1976 року народження, освіта вища, безпартійний | 31.10.2010   |                 |

Примітка: таблиця складена за даними джерела

## Історія
Створена 26 березня 1925 року в складі колоній Євгенівка та Нова Романівка Слободо-Романівської сільської ради Новоград-Волинського району Житомирської (згодом — Волинська) округи. 28 вересня 1925 року затверджена як німецька національна сільська рада. На 1 жовтня 1941 року кол. Євгенівка не перебувала на обліку населених пунктів.
Станом на 1 вересня 1946 року сільська рада входила до складу Новоград-Волинської міської ради Житомирської області, на обліку в раді перебувало с. Нова Романівка.
11 серпня 1954 року, відповідно до указу Президії Верховної ради Української РСР «Про укрупнення сільських рад по Житомирській області», сільську раду ліквідовано, територію та с. Нова Романівка передано до складу Романівської сільської ради Новоград-Волинської міської ради. Відновлена 19 березня 1973 року, відповідно до рішення Житомирського ОВК № 116 «Про зміни в адміністративно-територіальному поділі Житомирського, Новоград-Волинського і Радомишльського районів», шляхом перенесення адміністративного центру Романівської сільської ради Новоград-Волинського району до с. Нова Романівка з відповідним перейменуванням ради на Новороманівську та підпорядкуванням сіл Нова Романівка, Перемога, Слобода-Романівська, Ужачин Романівської сільської ради та Вершниця, Кущове і Яблуневе Федорівської сільської ради Новоград-Волинського району Житомирської області.
2017 року територія ради увійшла до складу новоствореної Брониківської сільської територіальної громади Новоград-Волинського району Житомирської області.
Входила до складу Новоград-Волинського району (26.03.1925 р., 19.03.1973 р.) та Новоград-Волинської міської ради (1.06.1935 р.).